# نخل خارا

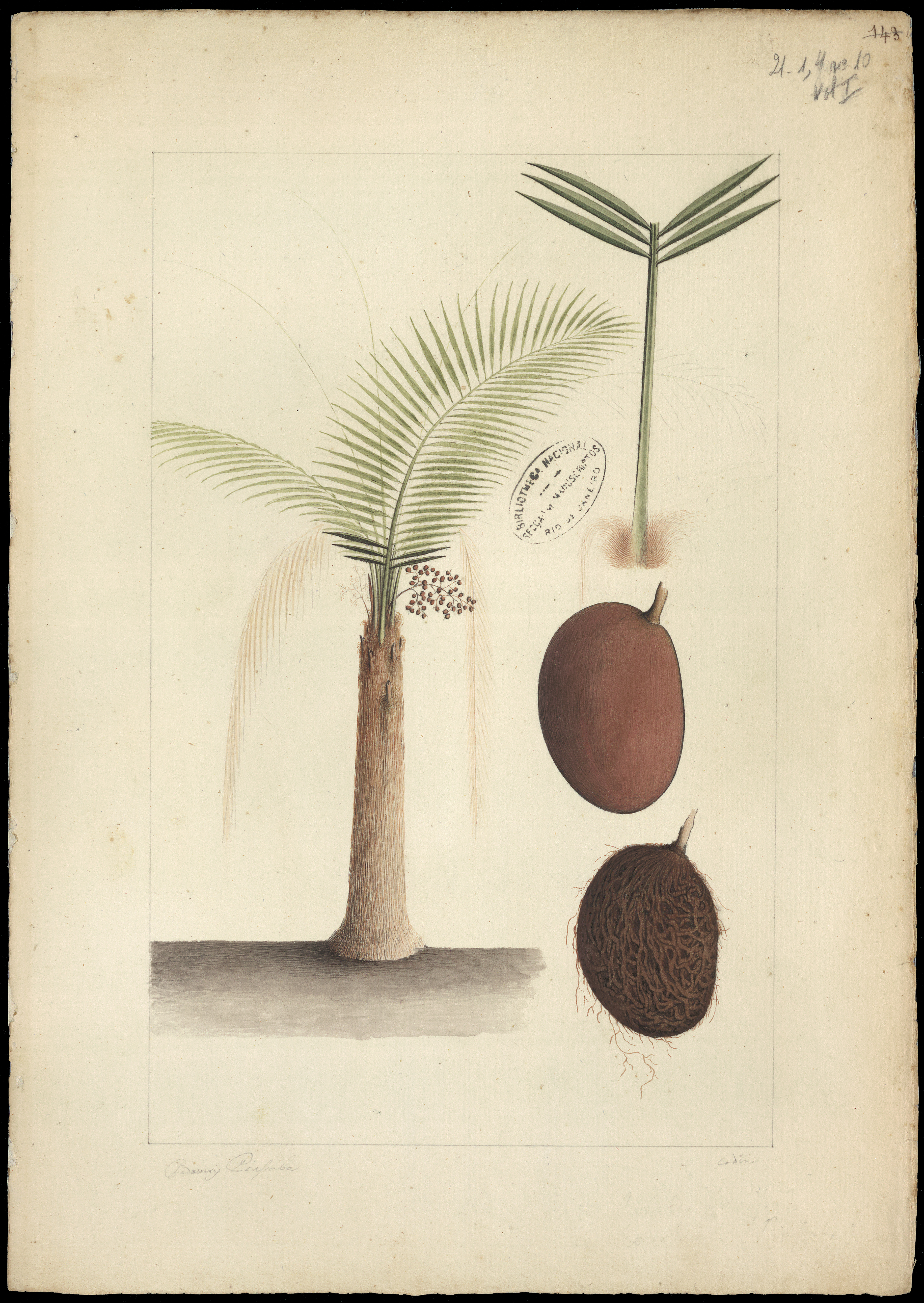
نخل خارا

نخل خارا (نام علمی: Leopoldinia) نام یک سرده از تیره نخل است.